# آل ثاني
أسرة آل ثاني، هي الأسرة الحاكمة في دولة قطر، تنحدر أصولها من قبيلة بني تميم العدنانية. يتزعم الأسرة اليوم الشيخ تميم بن حمد آل ثاني أمير دولة قطر، إلى جانب والدته الشيخة موزا بنت ناصر.

## النسب
يرجع أفراد أسرة آل ثاني إلى ثاني بن محمد بن ثامر بن علي بن سيف بن محمد بن راشد بن علي بن سلطان بن بريد بن سعد بن سالم بن عمرو بن معضاد بن ريس بن زاخر بن محمد بن علوي بن وهيب بن قاسم بن موسى بن مسعود بن عقبة بن سنيع بن نهشل بن شداد بن زهير بن شهاب بن ربيعة بن أبي سود بن مالك بن حنظلة بن مالك بن زيد مناة بن تميم بن مر بن أد بن طابخة بن إلياس بن مضر بن نزار بن معد بن عدنان من ولد إسماعيل بن إبراهيم عليهما السلام.

## تاريخ
تعود أصول أسرة آل ثاني إلى مضر بن نزار، الذي يُعتقد أنه من نسل النبي إسماعيل عليه السلام، وفقًا للتقاليد النسبية العربية. وقد انتقلت القبيلة من بلدة أشيقر في منطقة نجد (شمال غرب مدينة الرياض حاليًا) إلى واحة جبرين في جنوب نجد، ضمن حدود المملكة العربية السعودية المعاصرة، قبل أن تستقر في قطر.
وفي القرن السابع عشر تقريبًا، كانت القبيلة تقيم في أشيقر، ثم انتقلت إلى قطر حوالي عشرينيات القرن الثامن عشر. وكانت أولى مستوطناتهم في قطر هي بلدة سِكّك جنوب البلاد، ثم انتقلوا إلى الشمال الغربي نحو الزبارة والرويس. وفي القرن التاسع عشر، استقروا في الدوحة بقيادة الشيخ محمد بن ثاني، وقد سُميت الأسرة تيمنًا بوالده ثاني بن محمد.
تتألف الأسرة من ثلاثة فروع رئيسية: بني علي، وبني حمد، وبني خالد. ووفقًا لتقديرات أوائل التسعينيات، بلغ عدد أفراد الأسرة نحو 20,000 فرد.
تُعرف أسرة آل ثاني وأقاربهم والمقربون منهم بامتلاكهم لممتلكات عقارية كبيرة في حي مايفير الراقي في لندن، حيث يُقدّر أنهم يمتلكون ما يُعادل ربع مساحة الحي البالغة 279 فدانًا، بما في ذلك اثنان من أشهر الفنادق الفاخرة في المنطقة: فندق كونوت وفندق كلاريدجز. وقد أصبح الحي يُعرف بين السكان باسم "الدوحة الصغيرة".

## الأمراء
فيما يلي قائمة بأمراء قطر من أسرة آل ثاني منذ منتصف القرن التاسع عشر وحتى اليوم:
- الشيخ محمد بن ثاني – أمير قطر (1851–1878)
- الشيخ جاسم بن محمد آل ثاني – أمير قطر (1878–1913)
- الشيخ أحمد بن محمد آل ثاني – حَكم قطر بين عامي 1898 و1905، بعد أن تنازل له شقيقه عن الحكم، حتى اغتياله عام 1905
- الشيخ محمد بن جاسم آل ثاني – أمير قطر (1913–1914)
- الشيخ عبد الله بن جاسم آل ثاني – أمير قطر (1914–1949)
- الشيخ علي بن عبد الله آل ثاني – أمير قطر (1949–1960)
- الشيخ أحمد بن علي آل ثاني – أمير قطر (1960–1972)
- الشيخ خليفة بن حمد آل ثاني – أمير قطر (1972–1995)
- الشيخ حمد بن خليفة آل ثاني – أمير قطر (1995–2013)
- الشيخ تميم بن حمد آل ثاني – أمير قطر (2013–حتى الآن)[2]

## وصلات خارجية
- شجرة عائلة آل ثاني